# Geoffrey Rufus
Geoffrey Rufus († 6 mai 1141), est lord chancelier d'Angleterre puis administrateur et évêque de Durham.

## Biographie
Ses origines sont inconnues, et on ne sait pas à quoi se réfère son surnom. Ses activités d'avant 1123 sont aussi obscures. Vers 1114, il est peut-être clerc pour Roger de Salisbury, principal ministre d'Henri Ier d'Angleterre. Il est possible qu'il soit chapelain du roi vers 1116.
En 1123, il est nommé lord chancelier d'Angleterre, en remplacement de l'ancien chancelier, Ranulf, pour qui il avait auparavant travaillé. Il semble que Geoffrey Rufus reste souvent en Angleterre lorsque Henri est en Normandie. Durant cette période, il prend sous son aile Guillaume Cumin, qui deviendra plus tard chancelier du roi David Ier d'Écosse. Il occupe cette fonction probablement jusqu'à ce qu'il devienne évêque.
Geoffrey Rufus est nommé évêque de Durham par le roi le 14 mai 1133. Ce dernier avait laissé le siège épiscopal vacant depuis la mort de Ranulf Flambard, en 1128. Rufus est consacré à York le 6 août 1133,. Il se querelle au départ avec les moines du chapitre cathédral mais le calme est réinstallé quand Rufus accorde des droits et des privilèges aux chanoines.
En 1135, quand Étienne de Blois monte sur le trône d'Angleterre à la mort d'Henri Ier, Geoffrey Rufus le reconnait comme roi, mais se rend très rarement à la cour. Peut-être adopte-t-il une attitude neutre afin que son diocèse ne soit pas touché par la guerre civile qui s'annonce.
Par la suite, Geoffrey Rufus est pris dans le conflit récurrent qui oppose les rois anglais et écossais. En 1136, le premier traité de paix entre les rois David et Étienne est signé à Durham. Le roi écossais ne tient pas ses engagements, et lorsqu'en 1138 le château de Norham se rend au roi David, l'évêque est vertement tancé pour ne pas l'avoir suffisamment défendu.
Plus tard, David Ier lui propose de lui rendre Norham s'il renonce à son serment d'allégeance à Étienne. En reponse à son refus, Norham est détruite. Il continue dans sa position de neutralité, et ne prend parti ni pour le roi anglais ni pour le roi écossais. Il est possible qu'il prenne part aux négociations qui aboutissent au second traité de Durham (1139), à la suite de la défaite écossaise à la bataille de l'Étendard (août 1138). À la fin de la vie de Rufus, la majeure partie de son diocèse est sous contrôle du roi d'Écosse.
Il meurt le 6 mai 1141. Guillaume Cumin, qu'il avait invité à Durham, tente alors d'usurper l'évêché et cherche le soutien de David Ier d'Écosse. Rufus est inhumé dans la ville, il laisse une fille qui épouse Robert d'Amundeville. Il a aussi un fils prénommé Geoffrey qui hérite de ses biens dans le Dorset.